# Kenarik Boujikian
Kenarik Boujikian (Kessab, 7 de março 1959) é uma jurista e magistrada brasileira, nascida na Síria numa família armênia. Foi procuradora do Estado de São Paulo, juíza de direito e desembargadora do Tribunal de Justiça do Estado de São Paulo. Atualmente é secretária nacional de Diálogos Sociais e Articulação de Políticas Públicas.

## Biografia
Nascida em Kessab, Síria, uma aldeia cuja quase totalidade da população é armênia e onde se fala kessaberen, um dialeto armênio. Chegou ao Brasil em agosto de 1962 com os pais e irmãos, aos 3 anos de idade, chegando de navio após 22 dias de viagem. A primeira cidade brasileira que colocou os pés foi o Rio de Janeiro. 
Morou em São Paulo durante a infância e, quando tinha cerca de 10 anos, morou pouco mais de um ano em São José do Rio Preto. Seu pai trabalhava como comerciante em São Paulo, onde estudou na Escola Armênia e mais tarde no Colégio Santa Inês.

### Carreira jurídica
Formou-se em direito pela Pontifícia Universidade Católica de São Paulo (PUC-SP), em 1984. Nesse ano, exerceu trabalho voluntário no presídio do Carandiru.
Foi advogada da FUNAP (Fundação de Amparo ao Preso) em 1987.
Foi procuradora do Estado de São Paulo, atuando na Procuradoria de Assistência Judiciária (PAJ), entre 19 de abril de 1988 e 22 de dezembro do mesmo ano, quando ingressou na magistratura paulista como juíza de direito, atuando nas comarcas de Piracicaba, São Bernardo do Campo, Pilar do Sul, Cajamar e na capital. 
Em sua atuação como magistrada, tornou-se conhecida pela sua militância na defesa dos direitos humanos e dos direitos das mulheres. Foi co-fundadora e presidente da Associação Juízes para a Democracia e da Federação de Associações Juízes para a Democracia  da América Latina e Caribe. Integrou o grupo de trabalho e estudos Mulheres Encarceradas e foi conselheira do Fundo Brasil de Direitos Humanos. É também especialista em Direitos Humanos pela Escola Superior da Procuradoria do Estado de São Paulo.
Em 2010, condenou o médico Roger Abdelmassih a 278 anos de prisão, por 56 estupros.
Em 2015, participou como observadora internacional, a convite do Papa Francisco, do I e II Encontro do Papa Francisco com os Movimentos Populares, realizados no Vaticano e na Bolívia. 
Foi promovida ao cargo de desembargadora do Tribunal de Justiça do Estado de São Paulo, por merecimento, em 8 de novembro de 2017, aposentando-se em 8 de março de 2019. Sua última sessão ocorreu um dia antes da formalização do anúncio da aposentadoria, ocasião na qual recebeu homenagens de diversos colegas de classe.

### Política
Em 7 de fevereiro de 2023, foi nomeada pelo presidente Luiz Inácio Lula da Silva para integrar a Comissão de Ética Pública (CEP) da Presidência da República.
Em 21 de junho de 2024, foi designada por Lula para o cargo de Secretária Nacional de Diálogos Sociais e Articulação de Políticas Públicas da Secretaria-Geral da Presidência da República.

## Prêmios
- 2002 - 19º Prêmio Franz de Castro Holzwarth de Direitos Humanos, da OAB/SP.
- Medalha Ruth Cardoso, do Conselho Estadual da Condição Feminina de SP.
- Medalha Theodosina Rosário Ribeiro, da Assembléia Legislativa do Estado de São Paulo.
- Medalha Legislativa "Mulheres pela Democracia", da Câmara Municipal de Diadema.
- Medalha Brigadeiro Tobias, da Polícia Militar do Estado de  São Paulo.
- Prêmio Heleith Saffioti, da Câmara Municipal de São Paulo.
- Prêmio Paulo Freire de Psicologia, pelo Conselho Federal de Psicologia.
- Prêmio Josephina Bacariça "Justiça para Todas e Todos", da Ouvidoria da Defensoria Pública de SP.
- Prêmio Chico Mendes de Resistência, do Grupo Tortura Nunca Mais do Rio de Janeiro.
- Título de Cidadã Honorária da cidade de São Paulo.
- Título de Cidadã Honorária da cidade do Rio de Janeiro.